# Cicerbita brunoniana
Cicerbita brunoniana là một loài thực vật có hoa trong họ Cúc. Loài này được (Wall. ex C.B.Clarke) Rech.f. mô tả khoa học đầu tiên năm 1977.